# Базилик мятолистный
Базили́к мятоли́стный, или Базилик ка́мфарный (лат. Ōcimum menthifōlium) — однолетний полукустарник, вид рода Базилик (Ocimum) семейства Яснотковые (Lamiaceae).
По данным The Plant List на 2013 год, Ocimum menthifolium Hochst. ex Benth. является синонимом действительного названия Ocimum forsskaolii Benth. — Базилик Форссколя.

## Распространение и экология
В диком виде растёт в Северной Африке и на Аравийском полуострове, в Южном Китае и Австралии.
В России форма базилика мятолистного с высоким содержанием камфоры культивируется в Воронежской области и на Северном Кавказе. В 1928 году семена его впервые были высеяны в Никитском ботаническом саду (Ялта). В дальнейшем агротехника его культуры была изучена Институтом лекарственных и ароматических растений (ВИЛАР), и с 1935 года он был введён в промышленную культуру на Украине, в Воронежской области и Краснодарском крае.
Разводят базилик семенами с предварительным выращиванием в парниках.

## Биологическое описание
Однолетний полукустарник высотой 45—80 см со своеобразным запахом. Листья, стебель и чашечка покрыты простыми многоклеточными волосками, среди которых встречаются желёзки, содержащие эфирное масло. На стебле желёзки встречаются редко.
Корень стержневой, сильно разветвлённый.
Стебель прямостоячий, ветвистый, с хорошо развитыми приподнимающимися слабочетырёхгранными супротивными ветвями первого, второго, третьего, реже — четвёртого порядка. Стебель и ветви первого порядка в нижней части одревесневают.
Листья супротивные, короткочерешковые эллиптические или яйцевидные, цельнокрайные или неясно-зубчатые, коротко беловато-опушённые, длиной 2—3 см.
Цветки белые или розовые, трубчатые, собраны по 6—10 в ложные мутовки, образующие на верхушке стеблей кистевидные соцветия, достигающие в длину 10—35 см. Цветы зигоморфные, на коротких, слегка отогнутых вниз цветоножках. Чашечка двугубая, трубчато-колокольчатая. Верхняя губа чашечки состоит и широкого округлого зубца, нижняя — из четырёх яйцевидно-ланцетных, заострённых зубцов. Четыре тычинки прикреплены нитями к трубке венчика; две из них более длинные; нити передних тычинок свободные. Пестик с верхней четырёхраздельной завязью, сидящей на подпестичном диске; столбик длинный, нитевидный, двурасщеплённый, выдающийся из венчика. Цветёт с июля до сентября, на юге — до середины ноября.
Плод состоит из четырёх орешков, заключённых в остающуюся чашечку. Орешки голые, чёрные, слегка трёхгранные, обратнояйцевидные, длиной 1,2—1,5 мм. Плоды созревают в сентябре — ноябре. Вес 1000 семян (орешков) 0,5—0,8 г.

## Растительное сырьё

### Заготовка
В лечебных целях заготавливают надземную часть базилика. Уборка урожая для получения эфирного масла производится в фазе начала созревания семян на ветках первого порядка, что соответствует накоплению растением наибольшей массы листьев.
Траву скашивают на высоте 8—10 см от поверхности до наступления осенних заморозков. Скошенные растения после сушки подвергают обмолоту для измельчения массы и отделения крупных стеблей и отсеивания созревших семян. Сырьё хранится в сухом закрытом месте. Перегонку эфирного масла производят с помощью водяного пара как из сухого сырья, так и из сырой массы растений. В зависимости от условий с одного гектара посевов базилика получают 30—70 кг эфирного масла.

### Химический состав
Содержание эфирного масла в растении зависит от условий выращивания и фазы развития и колеблется от 3,5 до 5 %. Эфирное масло содержится: в листьях — 1,6—6 %, в соцветиях — 1,5—3,5 %, в стеблях — до 0,3 %. Основным компонентом эфирного масла является d-камфора, обнаружены также дипентин, терпинолем, кримен, лимонен, сабинен, камфен, эвенгол, бизаболен, бензойный альдегид и сесквитерпеновые спирты.

### Целебные свойства
Препараты базилика обладают антисептическим, спазмолитическим, противовоспалительным и болеутоляющим действием. Они усиливают секрецию пищеварительных желёз и способствуют увеличению молока у кормящих матерей. Применение камфоры основано на её способности возбуждать центральную нервную систему, особенно центры продолговатого мозга, усиливать[неизвестный термин] деятельность сердца.

## Значение и применение
Препараты базилика применяют внутрь при эпилепсии, судорогах, мигрени, хроническом гастрите с секреторной недостаточностью, хроническом колите, альгодисменорее, гипогалактии; наружно — при экземе, дерматитах, угрях, катаральной ангине, гингивитах, стоматитах.
Оказывает также раздражающее и антисептическое действие, в связи с чем используется в виде мазей и втираний при миозитах, невритах, ревматизме. Из базилика делают обливания при ожогах.
В народной медицине базилик применяется при ревматизме, головной боли, рвоте и аменореи; слизистый настой из семян прикладывают в виде компрессов при воспалении глаз и трещинах на сосках.
Во время Великой Отечественной войны в СССР был освоен более рентабельный способ получения камфоры (путём окисления пихтового эфирного масла).
Противопоказания
В больших дозах вызывает судороги клинического характера.

## Таксономия
Вид Базилик мятолистный входит в род Базилик (Ocimum) трибы Базиликовые (Ocimeae) подсемейства Котовниковые (Nepetoideae) семейства Яснотковые (Lamiaceae) порядка Ясноткоцветные (Lamiales).
|  |                                      |  |                                                             |                                                             |                      |  | ещё 21 семейство (согласно Системе APG II) | ещё 21 семейство (согласно Системе APG II) |                           |  |  |  | ещё 3 трибы             | ещё 3 трибы |  |  |  |  | ещё около 70 видов | ещё около 70 видов |
|  |                                      |  |                                                             |                                                             |                      |  | ещё 21 семейство (согласно Системе APG II) | ещё 21 семейство (согласно Системе APG II) |                           |  |  |  | ещё 3 трибы             | ещё 3 трибы |  |  |  |  | ещё около 70 видов | ещё около 70 видов |
|  |                                      |  |                                                             | порядок Ясноткоцветные                                      |                      |  |                                            |                                            | подсемейство Котовниковые |  |  |  |                         | род Базилик |  |  |  |  |                    |                    |
|  |                                      |  |                                                             | порядок Ясноткоцветные                                      |                      |  |                                            |                                            | подсемейство Котовниковые |  |  |  |                         | род Базилик |  |  |  |  |                    |                    |
|  | отдел Цветковые, или Покрытосеменные |  |                                                             |                                                             | семейство Яснотковые |  |                                            |                                            | триба Базиликовые         |  |  |  | вид Базилик мятолистный |             |  |  |  |  |                    |                    |
|  | отдел Цветковые, или Покрытосеменные |  |                                                             |                                                             |                      |  |                                            |                                            |                           |  |  |  |                         |             |  |  |  |  |                    |                    |
|  |                                      |  | ещё 44 порядка цветковых растений (согласно Системе APG II) | ещё 44 порядка цветковых растений (согласно Системе APG II) |                      |  |                                            | ещё 8 подсемейств                          | ещё 8 подсемейств         |  |  |  | ещё 52 рода             | ещё 52 рода |  |  |  |  |                    |                    |
|  |                                      |  |                                                             | ещё 44 порядка цветковых растений (согласно Системе APG II) |                      |  |                                            |                                            | ещё 8 подсемейств         |  |  |  |                         | ещё 52 рода |  |  |  |  |                    |                    |